# ÖBB 1063 sorozat
Az ÖBB 1063 sorozat egy osztrák Bo'Bo' tengelyelrendezésű 15 kV 16,7 Hz-es és 25 kV 50 Hz-es villamosmozdony-sorozat. A BBC, az SGP és az ELIN gyártotta 1982-ben. Összesen 50 db készült a mozdonyból.